# شهرستان جیایین
شهرستان جیایین (به چینی: 嘉荫县) یک شهرستان در استان هئی‌لونگ‌جیانگ چین است که در تابعیت شهر یی‌چون قرار دارد. شهرستان جیایین ۸۸ متر بالاتر از سطح دریا واقع شده‌است.
در ژوئیه سال ۲۰۱۹ میلادی، واحدهای تقسیماتی تابعهٔ شهر یی‌چون (شهر در سطح ولایت) دچار تحولات اساسی متعددی شدند. در این میان، شهرستان جیایین تغییری در وضعیت و مرزهای خویش نکرد.

## تقسیمات اداری
شهرستان جیایین به ۴ شهرک و ۵ قصبه تابعه تقسیم شده است. چهار «میدان» هم‌سطح قصبه نیز تابع این شهرستان می‌باشند، مانند نواحی اداری مزارع و مراتع.
- شهرک باوشینگ (保兴镇، Bǎoxìng zhèn)
- شهرک چاویانگ (朝阳镇، Cháoyáng zhèn)
- شهرک وولاگا (乌拉嘎镇، Wūlāgā zhèn)
- شهرک وویون (乌云镇، Wūyún zhèn)

- قصبه چانگ‌شنگ (常胜乡، Chángshèng xiāng)
- قصبه چینگ‌شان (青山乡، Qīngshān xiāng)
- قصبه شیانگ‌یانگ (向阳乡، Xiàngyáng xiāng)
- قصبه هوجیا (沪嘉乡، Hùjiā xiāng)
- قصبه هونگ‌گوانگ (红光乡، Hóngguāng xiāng)

- میدان جنگل‌داری تای‌پینگ (太平林场، Tàipíng línchǎng)
- میدان جنگل‌داری چینگ‌هه (清河林场، Qīnghé línchǎng)
- میدان جنگل‌داری مالیان (马连林场، Mǎlián línchǎng)
- میدان زراعتی جیایین (嘉荫农场، Jiāyīn nóngchǎng)